# Starszy marynarz specjalista
Starszy marynarz specjalista – od 2022 najwyższy stopień w korpusie szeregowych w Marynarce Wojennej.  Niższym stopniem jest starszy marynarz, a wyższym mat. Równorzędnym stopniem w pozostałych rodzajach Sił Zbrojnych RP jest stopień starszy szeregowy specjalista.